# Nernier
Nernier ist eine französische Gemeinde im Département Haute-Savoie in der Region Auvergne-Rhône-Alpes.

## Geographie
Nernier liegt auf 375 m, 22 Kilometer nordnordöstlich der Stadt Genf (Luftlinie). Das Dorf erstreckt sich am Südufer des Genfersees etwa gegenüber der schweizerischen Stadt Nyon, auf der Presqu'île du Léman, einer breiten Halbinsel, die weit in den Genfersee hinausragt.
Die Fläche des 1,82 km² großen Gemeindegebiets umfasst einen Abschnitt am Südufer des Genfersees, die Seeuferlinie beträgt ungefähr 2,5 km. Das Gemeindeareal erstreckt sich vom flachen Seeufer südwärts über einen sanft ansteigenden Hang und erreicht auf der Höhe bei Essert mit 425 m seine höchste Erhebung.
Nachbargemeinden von Nernier sind Messery im Westen und Süden sowie Yvoire im Osten.

## Geschichte
Das Gebiet um Nernier war schon sehr früh bewohnt. Die ältesten Spuren stammen von einer Uferrandsiedlung aus dem Neolithikum. Auch während der Römerzeit bestand hier eine Siedlung.
Erstmals erwähnt wird Nernier im 12. Jahrhundert. Es entwickelte sich im Mittelalter zu einem wichtigen Hafen- und Handelsort am Südufer des Genfersees. Der Name ist vom altfranzösischen Wort néron (schwarz) abgeleitet und bezeichnet wahrscheinlich einen Ort, der einst von dichtem Wald bedeckt war.

## Sehenswürdigkeiten
Nernier besitzt ein sehenswertes, geschlossenes spätmittelalterliches Dorfbild. Die Dorfkirche erhielt ihren Turm im italienischen Stil erst im Lauf des 18. Jahrhunderts. Am östlichen Rand des Dorfes befindet sich ein Schloss. Etwas südlich des Ortes steht die Kapelle Notre-Dame-du-Lac aus dem 20. Jahrhundert.

## Bevölkerung
| Jahr                       | 1962 | 1968 | 1975 | 1982 | 1990 | 1999 | 2006 |
| Einwohner                  | 152  | 144  | 167  | 205  | 290  | 361  | 420  |
| Quellen: Cassini und INSEE |      |      |      |      |      |      |      |

Mit 424 Einwohnern (Stand 1. Januar 2022) gehört Nernier zu den kleinen Gemeinden des Département Haute-Savoie. In den letzten Jahrzehnten wurde ein starkes Wachstum der Einwohnerzahl verzeichnet. Außerhalb der Ortschaft in der Nähe des Seeufers befinden sich zahlreiche Zweitwohnsitze.

## Wirtschaft und Infrastruktur
Nernier war bis weit ins 20. Jahrhundert hinein ein vorwiegend durch die Landwirtschaft geprägtes Dorf. Heute gibt es zahlreiche Wegpendler, die in den umliegenden größeren Ortschaften ihrer Arbeit nachgehen.
Der Ort ist heute ein beliebtes Tagesausflugsziel am Genfersee. Er besitzt einen Sportbootshafen und ist durch die Personenschifffahrt mit den anderen Seeanstößergemeinden des französischen Ufers und mit Nyon verbunden. Nernier liegt abseits der größeren Durchgangsstraßen, ist aber von Douvaine und von Sciez leicht zu erreichen.